# I oprosti nam dugove naše (1969.)
I oprosti nam dugove naše je hrvatski tragikomedijski televizijski film redatelja Danijela Marušića i scenarista Frane Jurića.
Premijerno je prikazan 28. kolovoza 1969. na Televiziji Zagreb.

## Radnja
Ova komedija prikazuje početke turizma u malom mjestu Pisak, smještenom blizu Omiša, koje prvi put doživljava turističku sezonu. Stanovnici, neiskusni u ugostiteljstvu, upadaju u niz tragikomičnih situacija, plaćajući cijenu svoje naivnosti i neznanja – što im zapravo služi kao svojevrsna škola za stjecanje ugostiteljskih vještina. Iako gosti koji odsjede kod privatnih iznajmljivača neće osjetiti nikakav manjak udobnosti, sasvim je izvjesno da bi netko mogao pročitati njihovu razglednicu ili otvoriti pismo. Ipak, riječ je o dobrim i poštenim ljudima.

## Glumačka postava
- Asja Kisić kao Mande ud. Puntiželić
- Danica "Danči" Cvitanović kao Luce ud. Krstinić
- Karlo Bulić kao Petar rečeni Pedro
- Berislav Mudnić kao Bepo Regula
- Vladimir Medar kao Alfred Katcenbah
- Tana Mascarelli kao Agneza
- Dragan Milivojević kao Bogoslav Bogy Stržić
- Tješivoj Cinotti kao učitelj Mile

## Vanjske poveznice
- I oprosti nam dugove naše u internetskoj bazi filmova IMDb-a